# Жижемський Василь Михайлович
Василь Михайлович Жижемський — князь, воєвода на службі у Московських князів Василя III.
Рюрикович в XXI коліні, походив з роду смоленських князів. Середній з п'яти синів князя Михайла Івановича Жижемського, який служив Олександрові Ягеллону конюшим і отримав Жижму в спадок (удільне князівство). Вступив з братами на службу до московського князя. У Москві брати були записані як князі Жижемські. У липні 1532 р. стояв третім воєводою в гирлі Москви-ріки «під Карабачеєвим». У липні 1548 р. був воєводою в Костромі при намісникові З. П. Яковлеві. Мав одного сина — Михайла.
Були сини князь Михайло Васильович Жижемський та князь Семен Васильович Жижемський.